# سیارک ۲۰۷۵۴۷
سیارک ۲۰۷۵۴۷ (به انگلیسی: 207547 Charito، نامگذاری:2006LO)۲۰۷۵۴۷مین سیارک کشف شده‌است که در ۰۲ ژوئن ۲۰۰۶ کشف شد.